# Llista d'asteroides/75301–75400
| Nom     | Designació provisional | Data de descobriment | Lloc de descobriment | Descobridor/s        |
| ------- | ---------------------- | -------------------- | -------------------- | -------------------- |
| 75301 - | 1999 XN34              | 6 de desembre, 1999  | Socorro              | LINEAR               |
| 75302 - | 1999 XV34              | 6 de desembre, 1999  | Socorro              | LINEAR               |
| 75303 - | 1999 XQ35              | 6 de desembre, 1999  | Catalina             | CSS                  |
| 75304 - | 1999 XT36              | 7 de desembre, 1999  | Fountain Hills       | C. W. Juels          |
| 75305 - | 1999 XV36              | 7 de desembre, 1999  | Fountain Hills       | C. W. Juels          |
| 75306 - | 1999 XZ36              | 7 de desembre, 1999  | Oaxaca               | J. M. Roe            |
| 75307 - | 1999 XM37              | 7 de desembre, 1999  | Fountain Hills       | C. W. Juels          |
| 75308 - | 1999 XY37              | 7 de desembre, 1999  | Kuma Kogen           | A. Nakamura          |
| 75309 - | 1999 XE38              | 3 de desembre, 1999  | Nachi-Katsuura       | Y. Shimizu, T. Urata |
| 75310 - | 1999 XA39              | 5 de desembre, 1999  | Socorro              | LINEAR               |
| 75311 - | 1999 XC39              | 6 de desembre, 1999  | Socorro              | LINEAR               |
| 75312 - | 1999 XT40              | 7 de desembre, 1999  | Socorro              | LINEAR               |
| 75313 - | 1999 XL41              | 7 de desembre, 1999  | Socorro              | LINEAR               |
| 75314 - | 1999 XG42              | 7 de desembre, 1999  | Socorro              | LINEAR               |
| 75315 - | 1999 XK42              | 7 de desembre, 1999  | Socorro              | LINEAR               |
| 75316 - | 1999 XM42              | 7 de desembre, 1999  | Socorro              | LINEAR               |
| 75317 - | 1999 XO43              | 7 de desembre, 1999  | Socorro              | LINEAR               |
| 75318 - | 1999 XN44              | 7 de desembre, 1999  | Socorro              | LINEAR               |
| 75319 - | 1999 XU44              | 7 de desembre, 1999  | Socorro              | LINEAR               |
| 75320 - | 1999 XV45              | 7 de desembre, 1999  | Socorro              | LINEAR               |
| 75321 - | 1999 XY45              | 7 de desembre, 1999  | Socorro              | LINEAR               |
| 75322 - | 1999 XF47              | 7 de desembre, 1999  | Socorro              | LINEAR               |
| 75323 - | 1999 XY47              | 7 de desembre, 1999  | Socorro              | LINEAR               |
| 75324 - | 1999 XV48              | 7 de desembre, 1999  | Socorro              | LINEAR               |
| 75325 - | 1999 XX48              | 7 de desembre, 1999  | Socorro              | LINEAR               |
| 75326 - | 1999 XZ50              | 7 de desembre, 1999  | Socorro              | LINEAR               |
| 75327 - | 1999 XV52              | 7 de desembre, 1999  | Socorro              | LINEAR               |
| 75328 - | 1999 XZ52              | 7 de desembre, 1999  | Socorro              | LINEAR               |
| 75329 - | 1999 XE53              | 7 de desembre, 1999  | Socorro              | LINEAR               |
| 75330 - | 1999 XF53              | 7 de desembre, 1999  | Socorro              | LINEAR               |
| 75331 - | 1999 XL53              | 7 de desembre, 1999  | Socorro              | LINEAR               |
| 75332 - | 1999 XN53              | 7 de desembre, 1999  | Socorro              | LINEAR               |
| 75333 - | 1999 XO54              | 7 de desembre, 1999  | Socorro              | LINEAR               |
| 75334 - | 1999 XS54              | 7 de desembre, 1999  | Socorro              | LINEAR               |
| 75335 - | 1999 XP55              | 7 de desembre, 1999  | Socorro              | LINEAR               |
| 75336 - | 1999 XE57              | 7 de desembre, 1999  | Socorro              | LINEAR               |
| 75337 - | 1999 XA58              | 7 de desembre, 1999  | Socorro              | LINEAR               |
| 75338 - | 1999 XX59              | 7 de desembre, 1999  | Socorro              | LINEAR               |
| 75339 - | 1999 XN60              | 7 de desembre, 1999  | Socorro              | LINEAR               |
| 75340 - | 1999 XP60              | 7 de desembre, 1999  | Socorro              | LINEAR               |
| 75341 - | 1999 XQ60              | 7 de desembre, 1999  | Socorro              | LINEAR               |
| 75342 - | 1999 XW60              | 7 de desembre, 1999  | Socorro              | LINEAR               |
| 75343 - | 1999 XK61              | 7 de desembre, 1999  | Socorro              | LINEAR               |
| 75344 - | 1999 XS61              | 7 de desembre, 1999  | Socorro              | LINEAR               |
| 75345 - | 1999 XZ61              | 7 de desembre, 1999  | Socorro              | LINEAR               |
| 75346 - | 1999 XE62              | 7 de desembre, 1999  | Socorro              | LINEAR               |
| 75347 - | 1999 XO62              | 7 de desembre, 1999  | Socorro              | LINEAR               |
| 75348 - | 1999 XF64              | 7 de desembre, 1999  | Socorro              | LINEAR               |
| 75349 - | 1999 XB65              | 7 de desembre, 1999  | Socorro              | LINEAR               |
| 75350 - | 1999 XY65              | 7 de desembre, 1999  | Socorro              | LINEAR               |
| 75351 - | 1999 XY67              | 7 de desembre, 1999  | Socorro              | LINEAR               |
| 75352 - | 1999 XH68              | 7 de desembre, 1999  | Socorro              | LINEAR               |
| 75353 - | 1999 XL69              | 7 de desembre, 1999  | Socorro              | LINEAR               |
| 75354 - | 1999 XS69              | 7 de desembre, 1999  | Socorro              | LINEAR               |
| 75355 - | 1999 XP70              | 7 de desembre, 1999  | Socorro              | LINEAR               |
| 75356 - | 1999 XA71              | 7 de desembre, 1999  | Socorro              | LINEAR               |
| 75357 - | 1999 XL71              | 7 de desembre, 1999  | Socorro              | LINEAR               |
| 75358 - | 1999 XT71              | 7 de desembre, 1999  | Socorro              | LINEAR               |
| 75359 - | 1999 XA72              | 7 de desembre, 1999  | Socorro              | LINEAR               |
| 75360 - | 1999 XO72              | 7 de desembre, 1999  | Socorro              | LINEAR               |
| 75361 - | 1999 XQ72              | 7 de desembre, 1999  | Socorro              | LINEAR               |
| 75362 - | 1999 XQ73              | 7 de desembre, 1999  | Socorro              | LINEAR               |
| 75363 - | 1999 XK74              | 7 de desembre, 1999  | Socorro              | LINEAR               |
| 75364 - | 1999 XZ74              | 7 de desembre, 1999  | Socorro              | LINEAR               |
| 75365 - | 1999 XP75              | 7 de desembre, 1999  | Socorro              | LINEAR               |
| 75366 - | 1999 XS82              | 7 de desembre, 1999  | Socorro              | LINEAR               |
| 75367 - | 1999 XV82              | 7 de desembre, 1999  | Socorro              | LINEAR               |
| 75368 - | 1999 XW82              | 7 de desembre, 1999  | Socorro              | LINEAR               |
| 75369 - | 1999 XZ82              | 7 de desembre, 1999  | Socorro              | LINEAR               |
| 75370 - | 1999 XM83              | 7 de desembre, 1999  | Socorro              | LINEAR               |
| 75371 - | 1999 XU83              | 7 de desembre, 1999  | Socorro              | LINEAR               |
| 75372 - | 1999 XX83              | 7 de desembre, 1999  | Socorro              | LINEAR               |
| 75373 - | 1999 XY83              | 7 de desembre, 1999  | Socorro              | LINEAR               |
| 75374 - | 1999 XG84              | 7 de desembre, 1999  | Socorro              | LINEAR               |
| 75375 - | 1999 XJ84              | 7 de desembre, 1999  | Socorro              | LINEAR               |
| 75376 - | 1999 XX84              | 7 de desembre, 1999  | Socorro              | LINEAR               |
| 75377 - | 1999 XP85              | 7 de desembre, 1999  | Socorro              | LINEAR               |
| 75378 - | 1999 XQ85              | 7 de desembre, 1999  | Socorro              | LINEAR               |
| 75379 - | 1999 XF87              | 7 de desembre, 1999  | Socorro              | LINEAR               |
| 75380 - | 1999 XK87              | 7 de desembre, 1999  | Socorro              | LINEAR               |
| 75381 - | 1999 XM89              | 7 de desembre, 1999  | Socorro              | LINEAR               |
| 75382 - | 1999 XP89              | 7 de desembre, 1999  | Socorro              | LINEAR               |
| 75383 - | 1999 XB91              | 7 de desembre, 1999  | Socorro              | LINEAR               |
| 75384 - | 1999 XS91              | 7 de desembre, 1999  | Socorro              | LINEAR               |
| 75385 - | 1999 XX92              | 7 de desembre, 1999  | Socorro              | LINEAR               |
| 75386 - | 1999 XZ92              | 7 de desembre, 1999  | Socorro              | LINEAR               |
| 75387 - | 1999 XK93              | 7 de desembre, 1999  | Socorro              | LINEAR               |
| 75388 - | 1999 XS93              | 7 de desembre, 1999  | Socorro              | LINEAR               |
| 75389 - | 1999 XU94              | 7 de desembre, 1999  | Socorro              | LINEAR               |
| 75390 - | 1999 XN95              | 7 de desembre, 1999  | Oizumi               | T. Kobayashi         |
| 75391 - | 1999 XF96              | 7 de desembre, 1999  | Socorro              | LINEAR               |
| 75392 - | 1999 XD97              | 7 de desembre, 1999  | Socorro              | LINEAR               |
| 75393 - | 1999 XS97              | 7 de desembre, 1999  | Socorro              | LINEAR               |
| 75394 - | 1999 XE98              | 7 de desembre, 1999  | Socorro              | LINEAR               |
| 75395 - | 1999 XJ98              | 7 de desembre, 1999  | Socorro              | LINEAR               |
| 75396 - | 1999 XU98              | 7 de desembre, 1999  | Socorro              | LINEAR               |
| 75397 - | 1999 XY98              | 7 de desembre, 1999  | Socorro              | LINEAR               |
| 75398 - | 1999 XZ98              | 7 de desembre, 1999  | Socorro              | LINEAR               |
| 75399 - | 1999 XB99              | 7 de desembre, 1999  | Socorro              | LINEAR               |
| 75400 - | 1999 XQ100             | 7 de desembre, 1999  | Socorro              | LINEAR               |